# Desa Ujunggebang (administrativ by i Indonesien, lat -6,60, long 108,35)
Desa Ujunggebang är en administrativ by i Indonesien.   Den ligger i provinsen Jawa Barat, i den västra delen av landet, 170 km öster om huvudstaden Jakarta.